# 大学生诗派
20世纪1980年代中国的大学中出现了诗歌写作热潮，其中包括有自发组织的民间诗社，学校组织的诗歌团体以及跨校的诗歌文学组织等，为现代诗歌的发展造就了一大批诗人。这些诗歌团体组织所形成的诗歌流派统称为大学生诗派。
第一批大学生诗人主要由77、78级大学生诗人组成，代表诗人有王小妮、韩东、叶延滨、王家新、丁当等。
第二批大学生诗人主要由79、80级大学生诗人组成，代表诗人有翟永明、陈东东、陆忆敏、骆一禾、海子、西川、宋琳、于坚、简宁、林雪、普珉、小君等。
第三批大学生诗人主要由81、82、83大学生诗人组成，代表诗人张枣、黄灿然、李元胜、江堤、臧棣等。
第四批大学生诗人主要由84、85、86大学生诗人组成，代表诗人小海、戈麦、伊沙、中岛、徐江、候马、桑克等。
大学生诗派中的诗歌刊物有《大学生诗坛》、《大学生诗报》、《中国当代诗歌》、《这一代》、《我们》、《现代诗报》、《赤子心》、《夏雨岛》、《高原诗集》、《银杏》、《同代诗刊》、《启明星》、《彩虹》、《刹那》等。

## 相关连接
- 中国诗歌库
- 中国诗歌史 （页面存档备份，存于）